# Ácido clorossulfúrico
Ácido clorossulfúrico é um composto inorgânico de fórmula HSO3Cl. Esta molécula tetraédrica é um intermediário, química e conceitualmente, entre o cloreto de sulfurila (SO2Cl2) e o ácido sulfúrico (H2SO4). É também conhecido como ácido clorossulfônico. É um líquido destilável e incolor que deve ser manuseado com cuidado. É higroscópico e um poderoso agente lacrimogênico.